# Brachyterapi
Brachyterapi er en form for strålebehandling, der typisk anvendes til behandling af kræft. Modsat traditionel strålebehandling, hvor strålingen tilføres kroppen fra en eksternt placeret strålekanon, anvender man i brachyterapi radioaktive kilder, der indføres i selve behandlingsområdet.
Af radioaktive kilder anvendes blandt andet Jod-125 og Iridium-192. Kilderne kan indføres i tumoren på forskellige måder. Man kan for eksempel indoperere selve kilden direkte i tumoren, men man kan også nøjes med at indoperere tynde, nåleformede katetere, hvorigennem en maskine fuldautomastisk kan indføre kilderne, når strålebehandlingen skal sættes i gang.
Som eksempler på kræftformer, der ofte behandles med brachyterapi, kan nævnes livmoderhalskræft og prostatakræft.